# Fahrelnissa Zeid

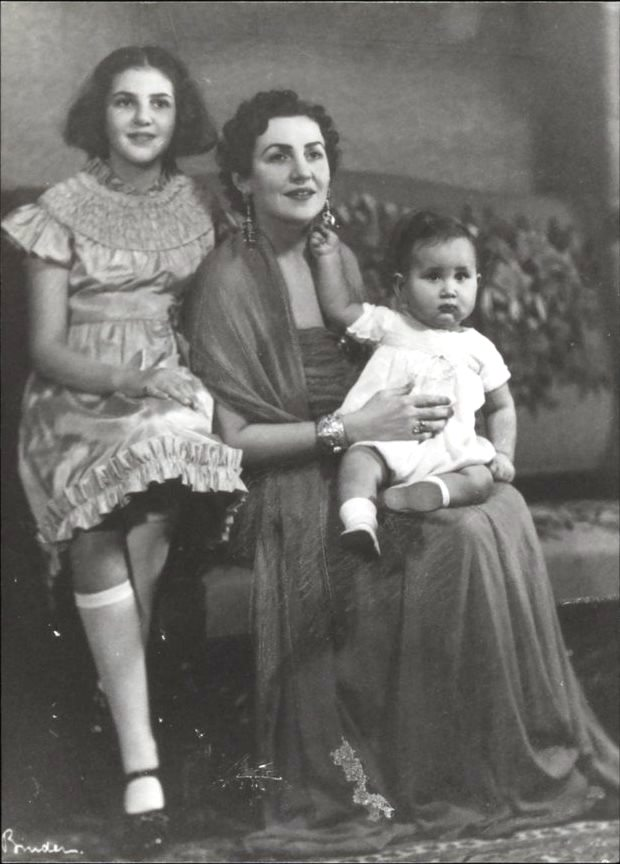
Zeid mit ihren Kindern Prinzessin Shirin und Prinz Raad in Berlin (1937)

Prinzessin Fahrelnissa Zeid, eigentlich Fahrünnisa Zeyd (arabisch الأميرة  فخر النساء زيد al-amīra Fachr an-Nisāʾ Zaid), auch Fakhr un-nisa oder Fahr-El-Nisa (* 7. Januar 1901 in Istanbul als Fahrünnisa Şakir; † 5. September 1991 in Amman), war eine türkische Malerin. Bekannt war sie vor allem für ihre großformatigen Abstraktionen, die Elemente islamischer, orientalischer und byzantinischer Kunst mit Einflüssen westlicher Kunst vereinte.

## Leben

### Kindheit und Jugend

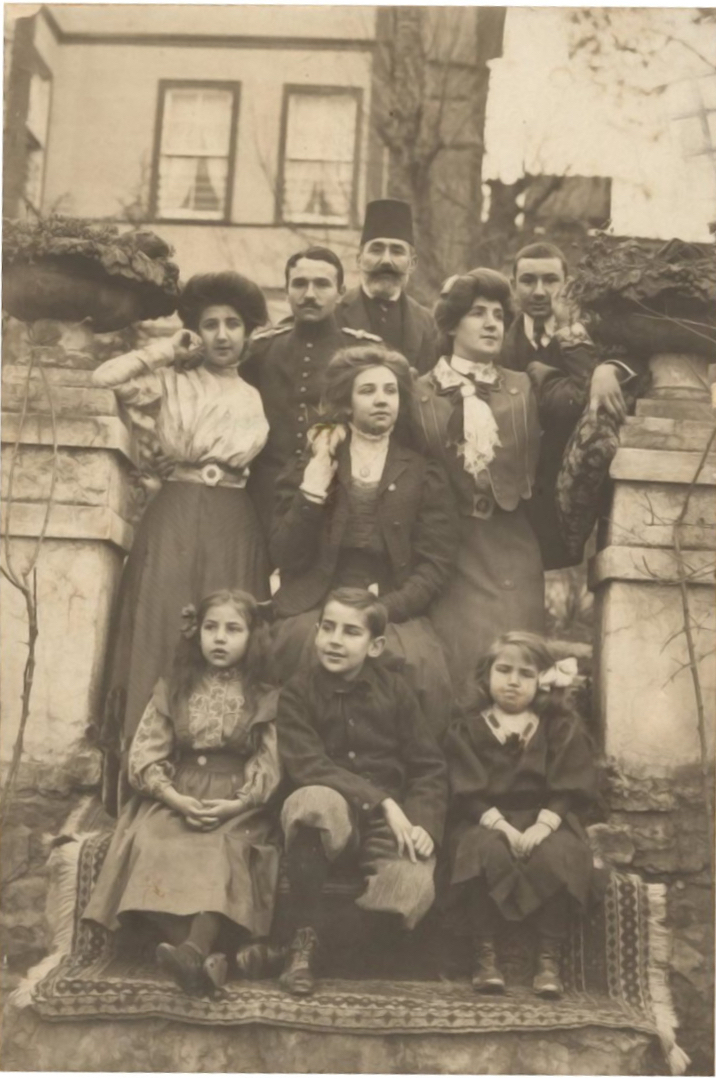
Fahrünissa Şakir (links sitzend) mit ihrer Familie in Büyükada (um 1910)

Fahrelnissa Zeid wurde 1901 als Fahrünnisa Şakir als Tochter einer wohlhabenden osmanischen Familie auf der zu Istanbul gehörenden Insel Büyükada geboren. Ihr Onkel Cevat Çobanlı war von 1891 bis 1895 Großwesir des osmanischen Sultans. Zeids Vater Şakir Pascha lernte seine Ehefrau Sara İsmet Hanım als Botschafter in Griechenland kennen.:11
Zeids Bruder Cevat Şakir Kabaağaçlı war Schriftsteller und die Schwester Aliye Berger ebenfalls Malerin.
Zeid begann schon früh zu malen und zu zeichnen. Das älteste erhaltenen Werk ist ein Porträt ihrer Großmutter, das sie im Alter von 14 Jahren malte:11 1919 schrieb sie sich an der Kunstakademie für Frauen in Istanbul ein.
Im Alter von 19 Jahren heiratete Zeid 1920 den Romanschriftsteller İzzet Melih Devrim.:38 Die Hochzeitsreise führte das Paar nach Venedig, wo Zeid erstmals mit europäischer Kunst in Berührung kam.:12 Das Paar bekam drei Kinder: Der älteste Sohn Faruk (* 1921) starb 1924 an Scharlach. Der Sohn Nejad (* 1923) wurde Maler, die Tochter Şirin Devrim (* 1926) Schauspielerin.
Zeid reiste 1928 nach Paris und schrieb sich in der Académie Ranson ein, wo sie bei dem Maler Roger Bissière studierte. Nach ihrer Rückkehr nach Istanbul im Jahr 1929 schrieb sie sich an der Akademie der Schönen Künste in Istanbul, der späteren Mimar Sinan Üniversitesi, ein.:13

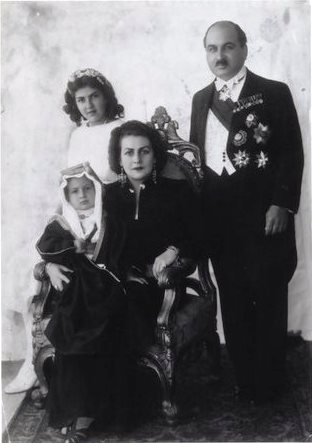
Prinz Zeid Al-Hussein und Prinzessin Fahrelnissa mit ihren Kindern Prinzessin Shirin und Prinz Raad in Baghdad (1938)

### 1930–1944
Zeid ließ sich 1934 von Devrim scheiden und heiratete kurz darauf den irakischen Prinzen Zeid bin Hussein, der seit 1932 irakischer Gesandter in der Türkei war. 1935 wurde Zeid Botschafter des Königreichs Irak im Deutschen Reich. Das Paar zog nach Berlin und Zeid veranstaltete als Botschaftergattin viele Empfänge. Hier wurde 1936 auch der gemeinsame Sohn Ra’ad geboren. Nach dem Ausbruch des Zweiten Weltkrieges im September 1939 wurden Prinz Zeid und seine Familie im September in den Irak zurückbeordert. Die Zeids ließen sich in Bagdad nieder.
Fahrelnissa Zeid litt dort aber bald an Depressionen und ging auf Anraten eines Wiener Arztes nach Paris.:127 Die nächsten Jahre verbrachte sie abwechselnd in Paris, Budapest und Istanbul und malte viel.:18 1941 ging sie ganz nach Istanbul zurück und konzentrierte sich dann ganz auf die Malerei.
Zeid lernte dort die „Gruppe d“ kennen, eine Gruppe von unabhängigen Avantgarde-Malern der neuen türkischen Republik unter Mustafa Kemal Atatürk.:19 Auch wenn sie nur kurz Mitglied der Künstlergruppe war, stellte sie mit der „Gruppe d“ 1944 aus. Dies ermutige sie zu eigenen Ausstellungen. Sie eröffnete 1944 ihre erste Ausstellung in ihrem Haus im Istanbuler Stadtviertel Maçka und zeigte dort auch eigene Arbeiten.

### 1945–1957
1945 räumte Zeid den Salon ihrer Wohnung in Istanbul aus und veranstaltete dort ihre erste Einzelausstellung.:20 Noch im gleichen Jahr hatte sie eine weitere Einzelausstellung in Izmir und im folgenden Jahr in Istanbul. Als Zeids Mann 1946 zum Ambassador to the Court of St James’s in London bestellt wurde, zog die Familie in die britische Hauptstadt. Zeid malte weiter und richtete sich in der Botschaft einen Raum als Atelier ein.:167
Im Jahr 1947 wandelte sich Zeids Stil grundlegend: Sie malte nicht mehr figurativ und wandte sich der Abstraktion zu. Beeinflusst wurde sie von den abstrakten Kunstströmungen in Paris in der Nachkriegszeit. Sie vermischte persische, byzantinische, kretische und orientalische Einflüsse mit Konzepten, Stilen und Techniken der westeuropäischen Moderne.:45–46
1948 stellte sie in der Saint George’s Gallery in London aus. Wegen ihrer Stellung als Mitglied der königlichen Familie des Irak besuchten viele Mitglieder der britischen High Society und des britischen Königshauses ihre Vernissagen und Ausstellungen. Der Kunstkritiker Maurice Collis besprach ihre Ausstellung und die beiden wurden Freunde. Der prominente französische Kunstkritiker und Kurator Charles Estienne wurde einer der wichtigsten Fürsprecher von Zeids Werk.
In den folgenden Jahren lebte Zeid vor allem in Paris und London und arbeitete viel mit großformatigen abstrakten Gemälden mit kaleidoskopischen Mustern.:22 Zeid stellte 1953 in der Galerie Dina Vierny aus und zeigte dort ihre abstraktesten Werke wie The Octopus of Triton und Sargasso Sea. Die Ausstellung wurde 1954 auch im Institute of Contemporary Arts in London gezeigt. Mitte der 1950er-Jahre war Zeid auf dem Höhepunkt ihrer Karriere. In dieser Zeit freundete sie sich mit vielen internationalen Künstlern an, die stark mit gestischen Abstraktionen arbeiteten, darunter Jean-Michel Atlan, Jean Dubuffet und Serge Poliakoff.

### 1958–1991
1958 überzeugte Zeid ihren Ehemann, nicht wie jedes Jahr als Regent nach Bagdad zu gehen, um seinen Großneffen König Faisal II. während dessen Urlaub zu vertreten. Das Paar machte stattdessen Urlaub in ihrem Ferienhaus auf der Insel Ischia. Am 14. Juli 1958 gab es einen militärischen Staatsstreich im Irak und die königliche Familie wurde ermordet. Prinz Zeid und seine Familie entgingen dem Tod. Der Botschafter wurde aufgefordert, die Londoner Botschaft des Irak in 24 Stunden zu räumen.:210
Zeid und ihre Familie zogen in eine Wohnung in London und die Künstlerin musste im Alter von 57 Jahren erstmals in ihrem Leben selbst einen Haushalt führen.:211 Diese Erfahrung führte dazu, dass sie auf Hühnerknochen zu malen begann und später aus den in Resin gegossenen Knochen Skulpturen erarbeitete, die sie paléokrystalos nannte. Als Malerin entfernte sie sich zusehends von der Abstraktion und malte in dieser Zeit vor allem Porträts ihrer Familie und ihr nahestehender Personen.:24
Nach dem Tod von Prinz Zeid Al-Hussein im Jahr 1970 in Paris zog Fahrelnissa Zeid 1975 zu ihrem jüngsten Sohn Ra’ad bin Zeid nach Amman. Sie gründete 1976 das Nationale Jordanische Fahrelnissa-Zeid-Institut für Schöne Künste und unterrichtete in den nächsten 15 Jahren junge Frauen.:131

## Rezeption
Das Kölner Museum Ludwig widmete ihr 1990 als erstes westliches Museum eine umfangreiche Retrospektive.
Im Oktober 2012 wurden bei einer Auktion bei Bonhams mehrere Gemälde für 2.021.838 britische Pfund versteigert. Es war ein Rekord für Arbeiten der Künstlerin.
Im Jahr 2017 organisierte die Tate Modern in London eine Retrospektive zum Werk von Fahrelnissa Zeid. Der zentrale Ausstellungsraum war den großformatigen abstrakten Gemälde von Zeid aus den 1940er- und 1950er-Jahren gewidmet. Der letzte Raum war den Porträts gewidmet, die Zeid während ihrer letzten Jahre in Amman gefertigt hatte und den Resin-Skulpturen. Alle Arbeiten kamen von internationalen Leihgebern und die Tate Modern erwarb Untitled C. Kuratoren waren Kerryn Greenberg und Vassilis Oikonomopoulos. Die Ausstellung war außerdem später in der Deutsche Bank KunstHalle und Anfang 2018 im Sursock-Museum in Beirut zu sehen.
Die Biografie Fahrelnissa Zeid: Painter of Inner Worlds erschien außerdem 2017 anlässlich der Retrospektive. Geschrieben wurde sie von der ehemaligen Schülerin Zeids Adila Laïdi-Hanieh.
Das Istanbul Modern lieh acht Werke und organisierte außerdem im Frühjahr 2017 die Ausstellung Fahrelnissa Zeid mit Werken aus seiner Sammlung aus den 1940er-Jahren bis in die 1970er-Jahre.